# Сіє Бастіда
Сіє Бастіда (ісп. Xiye Bastida; нар. 18 квітня 2002 року, Атлакомулько, Толука-де-Лердо, Мехіко, Мексика) — мексикано-чилійська активістка, що виступає за боротьбу зі змінами клімату, представниця корінного народу отомі — тольтеків. Вона одна із найбільш активних організаторів програми «П'ятниці за майбутнє» в Нью-Йорку та одна із головних представниць корінних народів та іммігрантів у боротьбі зі змінами клімату. Вона належить до складу адміністративного комітету Народного руху за клімат, а також була учасницею Sunrise Movement та Extinction Rebellion. Вона є співзасновницею Re-Earth Initiative — міжнародної інклюзивної та інтерсекційної неприбуткової громадської організації.

## Раннє життя
Бастіда народилася в місті Атлакомулько в сім'ї Міндахі та Джеральдін, які також є захисниками довкілля, і виросла в місті Сан-Педро-Тультепек у муніципалітеті Лерма. Її батько має походження отомі, а її мати із Чилі — кельтське. Наразі Бастіда має подвійне мексиканське та чилійське громадянство.
Бастіда та її сім'я переїхали до Нью-Йорка після того, як у 2015 році їхнє рідне місто Сан-Педро-Тултепек зазнало сильної повені після трьох років посухи.
Бастіда відвідувала школу The Beacon School і у 2020 році вступила до Пенсільванського університету.

## Активізм

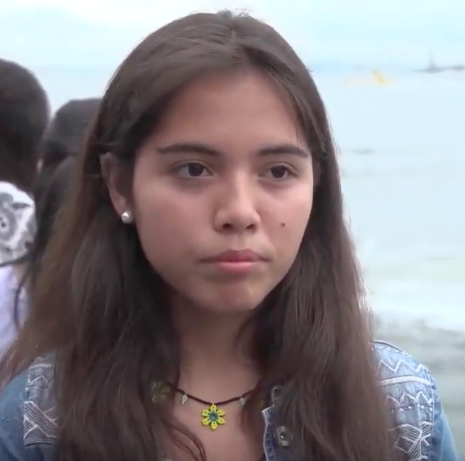
Бастіда під час прибуття Ґрети Тунберг (Нью-Йорк, 2019 рік)

Бастіда почала свою діяльність з екологічного клубу, який проводив протести в Олбані та біля ратуші Нью-Йорка і лобіював CLCPA (Закон про захист клімату та громадських лідерів) і законопроєкт про брудні будівлі. Саме тоді вона дізналась про Ґрету Тунберг та її страйки за клімат.
Бастіда виступала з промовою на тему «Корінна космологія» на 9-му Всесвітньому форумі міст ООН і була нагороджений премією «Дух ООН» у 2018 році.
Бастіда під час першого великого кліматичного страйку в Нью-Йорку 15 березня 2019 року представляла свою середню школу The Beacon School. Вона та Александрія Вілласеньйор офіційно зустріли Тунберг після її прибуття з Європи на кораблі у вересні 2019 року для участі у саміті ООН з питань клімату. Сіє називають «американською Ґретою Тунберг», однак вона виступає проти цього, стверджуючи, що таким чином применшується особистий досвід Грети та індивідуальна діяльність.
У грудні 2019 року Teen Vogue випустив документальний короткометражний фільм We Rise про Бастіду. Бастіда також співпрацювала з компанією 2040 film для створення короткометражного відео під назвою Imagine the Future, в якому вона досліджує, як можуть виглядати ландшафти та міські пейзажі в майбутньому.
Бастіда брала участь у створенні антології «Все, що ми можемо врятувати» (All We Can Save) — збірка есе від жінок, які пишуть про зміну клімату.
У квітні 2021 вона виступила на Саміті лідерів з питань клімату, організованому адміністрацією Байдена, з промовою, в якій закликала світових лідерів активніше брати участь у захисті клімату.
Оскільки Бастіда не є громадянкою США і не має права голосувати, вона підтримала сенаторку Елізабет Воррен від штату Массачусетс на президентських виборах 2020 року, хоч і зазначила про двопартійність кліматичного руху.

## Фільмографія
- We Rise (2019)
- Imagine the Future (2020)

1. ↑  Xiye Bastida | Audubon. www.audubon.org (англ.). Процитовано 1 серпня 2023.
2. ↑  Burton, Nylah (11 жовтня 2019). Meet the young activists of color who are leading the charge against climate disaster. Vox (англ.). Процитовано 1 серпня 2023.
3. ↑  Vincent, Maddie (17 серпня 2019). Youth activists stress collaboration, urgency to respond to climate change. www.aspentimes.com (амер.). Процитовано 1 серпня 2023.
4. ↑  Nast, Condé. How an Indigenous Teen Climate Activist Plans to Change the World. Teen Vogue (амер.). Процитовано 1 серпня 2023.
5. ↑  From a Young Climate Movement Leader, a Determined Call for Action. Yale E360 (амер.). Процитовано 1 серпня 2023.
6. ↑  https://www.facebook.com/yonearthworld (27 серпня 2019). Episode 46 – Xiye Bastida, Global Youth Leader: “Strike with Us!” - Y on Earth Community. yonearth.org (амер.). Процитовано 1 серпня 2023. {{cite web}}: Зовнішнє посилання в |last= (довідка)
7. 1 2 3  Labayen, Evalena (10 грудня 2019). Environmental Activist Xiye Bastida Says "Ok, Doomers". Interview Magazine (амер.). Процитовано 1 серпня 2023.
8. ↑  This Teen Climate Activist Is Fighting To Ensure Indigenous And Marginalized Voices Are Being Heard. HuffPost (англ.). 25 вересня 2019. Процитовано 1 серпня 2023.
9. 1 2  “Young People Have Had Enough”: Global Climate Strike Youth Activists on Why They Are Marching Today. Democracy Now! (англ.). Процитовано 1 серпня 2023.
10. ↑  Meisenzahl, Elizabeth. Hailing from Tennessee to Indonesia, meet five members of the newly admitted Class of 2024. www.thedp.com (амер.). Процитовано 1 серпня 2023.
11. ↑  Xiye Bastida. eomega.org (англ.). Процитовано 1 серпня 2023.
12. ↑  'You Need To Act Now': Meet 4 Girls Working To Save The Warming World. NPR. 19 січня 2020.
13. 1 2  Joung, Nina (19 вересня 2019). Meet Xiye Bastida, America's Greta Thunberg. Peril & Promise (амер.). Процитовано 1 серпня 2023.
14. ↑  My name is not Greta Thunberg: Why diverse voices matter in the climate movement. theelders.org (англ.). 19 червня 2020. Процитовано 1 серпня 2023.
15. ↑  Nast, Condé (19 грудня 2019). Xiye Bastida Opens Up About the Personal Costs of Climate Activism. Teen Vogue (амер.). Процитовано 1 серпня 2023.
16. ↑  Xiye Bastida – We Be What We Sea (брит.). Архів оригіналу за 1 серпня 2023. Процитовано 1 серпня 2023. [Архівовано 2023-08-01 у Wayback Machine.]
17. ↑  Contributors. The All We Can Save Project (амер.). Процитовано 1 серпня 2023. [Архівовано 2021-02-07 у Wayback Machine.]
18. ↑  Staff, M. N. D. (23 квітня 2021). Mexican environmentalist, 19, reprimands world leaders for climate inaction. Mexico News Daily (амер.). Процитовано 1 серпня 2023.